# Cingilia rubiferaria
Cingilia rubiferaria är en fjärilsart som beskrevs av Louis W. Swett 1910. Cingilia rubiferaria ingår i släktet Cingilia och familjen mätare. Inga underarter finns listade i Catalogue of Life.